# 남오세티야
남오세티야(오세트어: Хуссар Ирыстон 후사르 이러스톤, 조지아어: სამხრეთი ოსეთი 삼흐레티 오세티, 러시아어: Южная Осетия 유즈나야 오세티야[*], 문화어: 남부오쎄찌야)는 조지아에 위치한 미승인 국가로 수도는 츠힌발리이다. 정식 국호는 남오세티야 공화국-알라니야국(오세트어: Республикӕ Хуссар Ирыстон—Паддзахад Алани 레스푸블리커 후사르 이러스톤-파자하드 알라니, 러시아어: Республика Южная Осетия —Государство Алания 레스푸블리카 유즈나야 오세티야-고수다르스트보 알라니야[*])이다.
압하지야와 함께 조지아로부터 독립을 선언했지만, 러시아와 니카라과, 베네수엘라, 나우루, 시리아 등 소수만이 독립국으로 인정하고 있다. 조지아는 남오세티야의 독립을 인정하지 않고 있으며 조지아의 법률에서는 남오세티야를 압하지야와 함께 "피점령 지역"으로 분류한다. 미국, 캐나다, 유럽 연합을 비롯한 대다수의 국가들, 유엔을 비롯한 대다수의 국제 기구에서는 남오세티야를 조지아의 일부로 여긴다.

## 주민
주민의 상당수는 오세트인 (89.1%)이며, 그 밖에도 조지아인 (8.9%), 러시아인 (1.0%), 우크라이나인, 아르메니아인 등이 있다. 인구는 2012년 자료로 약 5만 2천 명이다.
남오세티야지역에 살던 조지아인들이 2008년 조지아-남오세티야 전쟁으로 인해 1만여 명이 넘는 사람들이 피난을 가거나 사망하여 2007년에 남오세티야 인구의 25.0%를 차지했던 조지아인들은 2012년 8.9%로 줄어들었다.
주요 언어는 오세트어이지만 러시아어, 조지아어도 사용된다. 현재 러시아의 북오세티야 공화국과 같이 키릴 문자를 사용하고 있다.

## 역사
러시아 혁명 이후에 오세티야는 남북으로 분단되었다. 조지아에 편입된 남오세티야는 1922년 4월 20일을 기해 남오세티야 자치주가 되었고 러시아에 편입된 북오세티야는 1924년을 기해 북오세티야 자치주(1936년에 북오세티야 자치 소비에트 사회주의 공화국으로 개편됨)가 되었다.
1980년대 말에 그루지야 소비에트 사회주의 공화국에서 조지아 민족주의가 등장하면서 남오세티야에는 민족 간의 분쟁이 일어나게 된다. 특히 1989년에는 남오세티야 자치주가 조지아어를 공용어로 지정하기로 결의했다. 이에 위기를 느낀 남오세티야 자치주 소비에트 의회는 남오세티야 자치주를 자치 공화국으로 격상시킬 것을 요구했지만 그루지야 최고 소비에트 의회는 헌법에 위배된다는 이유로 거절했다.
1990년 12월 11일에는 그루지야 소비에트 사회주의 공화국 최고 의회가 남오세티야 자치주를 폐지하기로 결정했다. 남오세티야 자치주 소비에트 의회는 이에 반발하여 독립을 선언했다. 1991년 1월 5일부터 1992년 6월 24일까지 일어난 1991~1992년 남오세티야 전쟁의 결과로 인해 남오세티야는 사실상 조지아로부터 독립한 상태가 되었지만 조지아 통제 지역과 남오세티야 통제 지역으로 분할하게 된다.
2008년 8월 7일부터 8월 12일까지 일어난 2008년 남오세티야 전쟁에서 남오세티야는 압하지야-러시아 연합군과 함께 조지아 군대를 격파하면서 조지아 통제 지역을 완전히 탈환했다. 2008년 8월 25일에는 러시아 의회가 압하지야와 더불어 남오세티야의 독립을 지지하기로 결의하였다. 러시아는 2008년 8월 26일에 드미트리 메드베데프 대통령의 공식 성명을 통해 남오세티야를 독립 국가로 인정했고, 남오세티야에 군사 기지를 설치하기로 결정했다.
러시아는 2008년 9월 2일에 압하지야, 남오세티야와 군사 협정을 체결했다. 2008년 10월 8일에 러시아군은 남오세티야 부근에서 최종 철군 작업을 시작했다. 남오세티야는 2009년 5월 31일에 총선이 시작되었으며 6월 1일에 개표 결과가 발표되었다. 하지만 유럽 연합은 남오세티야의 총선을 인정할 수 없다고 발표했다.
2015년 3월 18일에는 러시아의 블라디미르 푸틴 대통령과 남오세티야의 레오니트 티빌로프 대통령이 러시아와 남오세티야 간의 '동맹과 통합' 조약을 체결했다. 이 조약은 남오세티야 군대를 러시아 군대에 통합시키는 내용, 남오세티야 세관을 러시아 세관에 통합시키는 내용, 러시아 정부가 남오세티야 출신 노동자들에게 러시아 북캅카스 연방관구와 같은 수준의 임금을 지불하는 내용을 담고 있다. 조지아 외무부는 이 조약이 러시아가 남오세티야를 실제로 병합시키려는 계획을 세우고 있다고 비판했고 미국, 유럽 연합도 조지아의 입장을 지지하는 성명을 발표했다. 2017년 4월 9일에 대통령 선거와 함께 실시된 국민투표에서는 남오세티야의 국호를 '남오세티야 공화국-알라니아국'으로 변경하는 안건이 가결되었다.

## 외교

### 독립 승인 국가

#### 유엔 회원국
| 나라       | 독립 승인일      | 비고                   |
| ---------- | ---------------- | ---------------------- |
| 러시아     | 2008년 8월 26일  | 2008년 9월 9일 수교.   |
| 니카라과   | 2008년 9월 5일   | 2010년 4월 14일 수교.  |
| 베네수엘라 | 2009년 9월 10일  | 2010년 7월 9일 수교.   |
| 나우루     | 2009년 12월 16일 | 2009년 12월 16일 수교. |
| 시리아     | 2018년 5월 29일  | 2018년 7월 22일 수교.  |

#### 유엔 비회원국
| 나라                    | 독립 승인일                   | 비고                  |
| ----------------------- | ----------------------------- | --------------------- |
| 트란스니스트리아        | 1994년 10월 12일 또는 그 이전 |                       |
| 압하지야                | 2005년 9월 19일 또는 그 이전  | 2007년 9월 26일 수교. |
| 사하라 아랍 민주 공화국 | 2010년 9월 30일               |                       |

### 독립 승인 철회 국가
| 나라                | 독립 승인 기간                    | 비고                                                                                          |
| ------------------- | --------------------------------- | --------------------------------------------------------------------------------------------- |
| 투발루              | 2011년 9월 19일 ~ 2014년 3월 31일 | 2011년 9월 19일 수교, 2014년 3월 31일 단교.                                                   |
| 루간스크 인민공화국 | 2014년 6월 18일 ~ 2022년 9월 30일 | 2015년 1월 28일 수교, 2022년 9월 30일에 일어난 러시아의 우크라이나 점령지역 합병에 따른 단교. |
| 도네츠크 인민공화국 | 2014년 6월 27일 ~ 2022년 9월 30일 | 2015년 5월 12일 수교, 2022년 9월 30일에 일어난 러시아의 우크라이나 점령지역 합병에 따른 단교. |
| 아르차흐 공화국     | 2006년 11월 17일 ~ 2024년 1월 1일 | 2006년 11월 17일 수교, 국가 해체에 따른 2024년 1월 1일 단교.                                  |

## 같이 보기
- 북오세티야 공화국 (북오세티야 공화국)